# August Setterholm
Jacob August Setterholm, född 1804, död 17 september 1834 i Stockholm, var en svensk musiklärare, målare och litograf.
Setterholm var elev vid Konstakademiens princip och antikskola 1820–1821 och blev student vid Uppsala universitet 1822. Hans konst består av landskap ofta utförda i form av litografi. Setterholm är representerad vid Uppsala universitetsbibliotek. 